# Austroslavism
Austroslavismul este o mișcare politică a slavilor (în special a cehilor) din Austro-Ungaria în cea de-a doua jumătate a secolului al XIX-lea, apărută ca urmare a redeșteptăii conștiinței slavofile și a primei faze a renașterii naționale cehe. Mișcarea s-a străduit să transforme Dubla Monarhie austro-ungară într-un stat trialist. Principalii reprezentanți ai mișcării au fost František Palacký și František Ladislav Rieger care aparțineau de Cehii Bătrâni, precum și teoreticieni social-democrați austrieci ca Otto Bauer sau Victor Adler. În jurul anului 1890, ideile politice radicale ale Cehilor Tineri au înlocuit Austroslavismul.
În dezbatere a fost pus nu doar trialismul, ci și o ulterioară federalizare și democratizare a Austro-Ungariei. Prin aceasta se urmărea păstrarea monarhiei, în care însă naționalităților li s-ar fi acordat autonomie. Prin compromisul austro-ungar din 1867 și prin corespondentul lui croato-maghiar din 1868/1873 - în care însă nu s-au făcut concesii la fel de mari - democratizarea în sensul unei structuri federale a Austro-Ungariei a fost implantată. În plus, după 1867, jumătatea maghiară a monarhiei a urmat o restrictivă politică a minorităților naționale (numită maghiarizare), a cărei țel era constituirea unui stat național unitar maghiar după model vest-european.
Drept pionier al austroslavismului este recunoscut slavistul sloven Jernej Kopitar (1780–1844). La începutul secolului al XIX-lea, el a strâns în jurul său o extinsă rețea de învățați, în special dintre slavii de sud, a adunat antichități slave și, ca unul dintre fondatorii slavisticii, s-a implicat în ridicarea prestigiului ca naționalism cultural a slavilor din cadrul monarhiei habsburgice.